# Tranilcipromina
A tranilcipromina, também conhecida pelo nome comercial Parnate, é um medicamento antidepressivo do tipo inibidor da monoamina oxidase (IMAO) irreversível, não seletivo e liberador de monoaminas.
[carece de fontes?]

## Indicações
As principais indicações para o seu uso são:
- Depressão
- Fobia social

## Efeitos colaterais
Os principais efeitos colaterais relatados são:
- Cefaleia
- Boca seca
- Prisão de ventre
- Inquietação

## Interações medicamentosas
Não deve-se administrar a tranilcipromina com qualquer inibidor da recaptação da serotonina, como paroxetina e escitalopram.